# Kaloyan Ivanov
Kaloyan Toshkov Ivanov (Varna, Bulgària 18 de març de 1986) és un jugador de bàsquet búlgar. Fa 2,05 metres, juga d'aler alt o aler-pivot.
El seu primer equip a la lliga ACB va ser el Menorca Bàsquet, per qui va fitxar durant l'estiu de 2006, procedent del Chemo More de Bulgària. És germà bessó de Deyan Ivanov.

## Palmarès
- Medalla d'or a l'Eurobasket Sub-20 de Varna 2005 amb la selecció de Bulgària.
- Subcampió de la Copa de Bulgària 2006 amb el Cherno More IG Varna.